# 神田（交通局前）停留場
神田（交通局前）停留場（日语：／ Shinden (Kōtsūkyoku-mae) teiryūjō */?），又稱神田（交通局前）電車站，是位於鹿兒島縣鹿兒島市上荒田町，鹿兒島市交通局（鹿兒島市電）唐湊線的電車站。車站編號為N15。

## 歷史

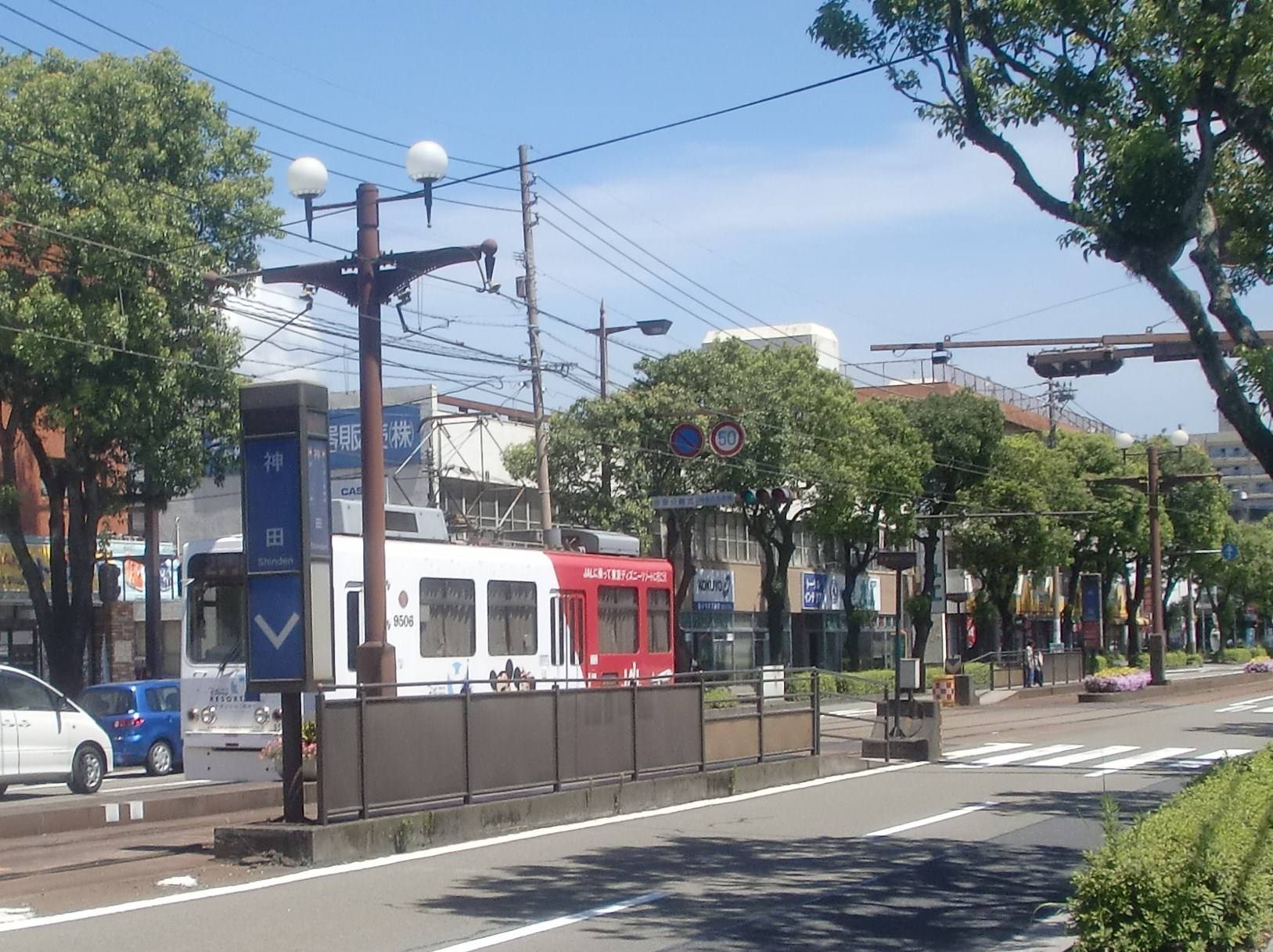
神田停留場時代

- 1952年6月1日 - 鹿兒島市交通課開設唐湊停留場。
- 1956年5月10日 - 改組成為鹿兒島市交通局車站。
- 1957年3月29日 - 隨著唐湊停留場開業，電車站改名為神田停留場。
- 2015年5月1日 - 隨著鹿兒島市交通局遷移，電車站改名為神田（交通局前）停留場[1]。

## 電車站構造
此電車站設有2面2線的相對式低地台月台。兩月台不可讓輪椅人士和電動輪椅人士上落。此站是無人車站，不可於站內購買車票。

### 運行系統
此電車站是唐湊線電車站之一。■2系統會駛入此站。

## 使用狀況
| 1日上下車人次變化 | 1日上下車人次變化 |
| 年度              | 1日平均人次       |
| ----------------- | ----------------- |
| 2011年            | 348               |
| 2012年            | 356               |
| 2013年            | 367               |
| 2014年            | 379               |
| 2015年            | 554               |

## 電車站周邊
- 鹿兒島市交通局局舍
- JR九州鹿兒島車輛中心（日语：鹿児島車両センター）

## 相鄰電車站
鹿兒島市交通局
鹿兒島市電■2系統
市立醫院前（N14）－神田（交通局前）（N15）－唐湊（N16）

## 注腳
1. ↑  . 鹿児島市交通局.   [2015-05-11]. （原始内容存档于2015-04-03） （日语）.
2. ↑  国土数値情報(駅別乗降客数データ)  （页面存档备份，存于）（日語） - 國土交通省，2018年12月10日參閲

## 外部連結
- 鹿兒島市交通局 （页面存档备份，存于）（日語）